# Stile narrativo di Oscar Wilde

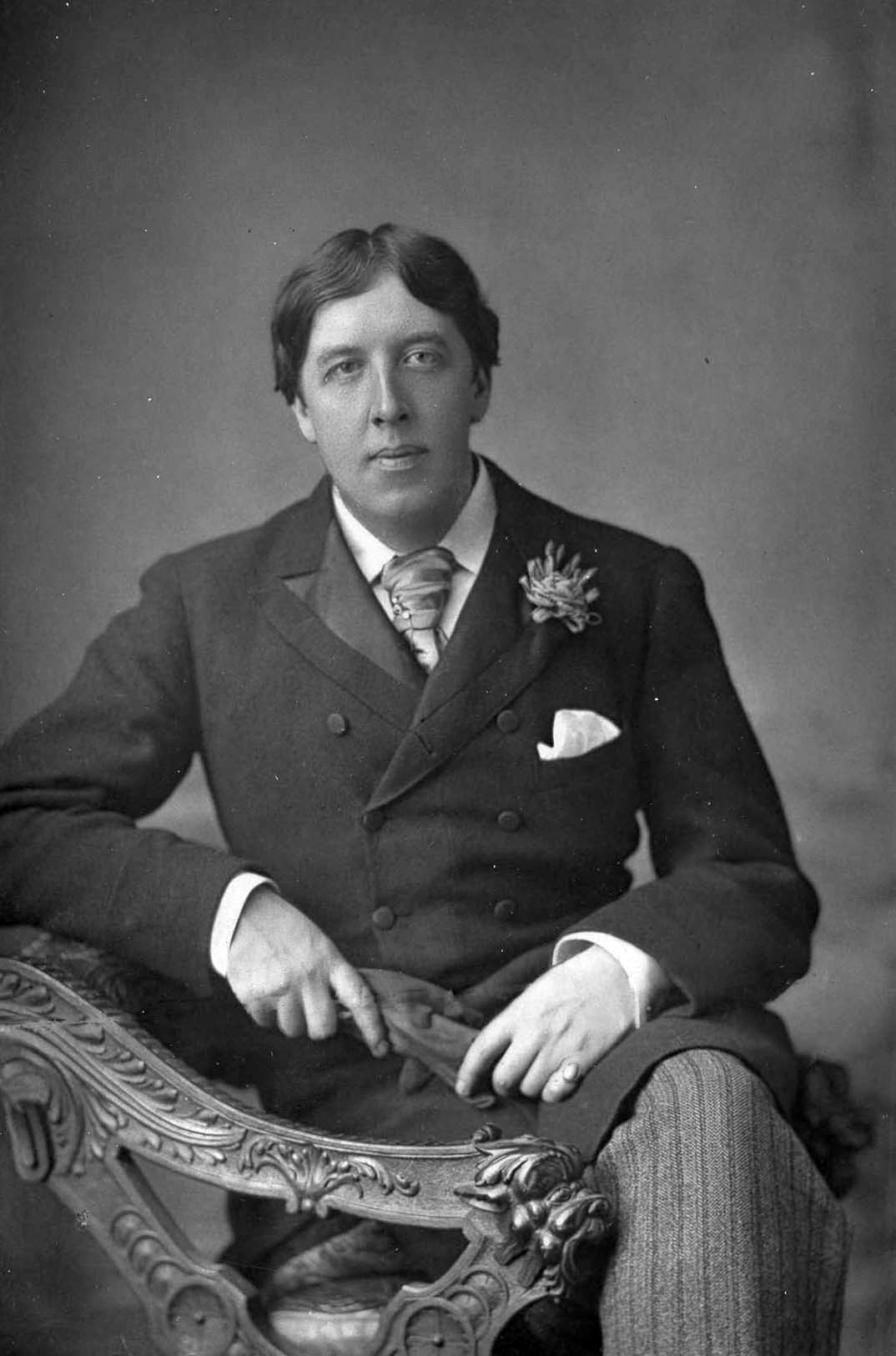
Oscar Wilde nel 1889

Anche in tempi attuali, dopo più di un secolo dalla morte dello scrittore irlandese, leggendo qualche battuta di una commedia wildiana o qualche frase lapidaria di un suo saggio, si riesce a dire in poche parole ciò che molti non riuscirebbero a dire in lunghi discorsi. Leggendo le parole si imprimono nella mente di chi vi si imbatte, fornendo da un'apparente assurdità una ragione non evidente. La fama di Oscar Wilde è dovuta a quelle piccole frasi che inseriva praticamente in ogni suo discorso, e in ogni sua opera che allietava il lettore.

## Lettura del testo

### La chiave di lettura
La modalità con cui riuscire a leggere lo stile di Wilde è contenuto in un suo aforisma:
(Oscar Wilde)
Cosa intende Wilde con ‘things’ è da ricercare in ciò che lo circonda: l'alta società britannica tardo-ottocentesca secondo Richard Le Galliene, amico di Wilde, diviene una figura più simbolica che reale riuscendo, in poche parole, a ridere sopra all'importanza del suo tempo..
Wilde, nonostante tutta la sua storia, non ha mai perso la capacità di riuscire a descrivere la personalità, il profondo essere dei suoi contemporanei nei suoi aforismi e, al tempo stesso, la voglia di prendersi non troppo sul serio, riferito agli altri ma in primo luogo di sé stesso. Wilde era capace di mostrare a parole paradossi troppo realistici
Per comprendere il suo stile è impossibile prescindere dalla biografia, visto che volle fare della sua vita un'opera d'arte tesa a dimostrare come solo una visione del mondo estetizzante permettesse di condurre una vita degna di essere vissuta. I suoi aforismi si intonano dunque perfettamente con la voce del momento. Il linguaggio utilizzato da Wilde è semplice e scarno, preciso e diretto, provocatorio ed ardito.

### Temi trattati
Wilde nelle sue opere ha trattato tantissimi argomenti, ma su alcuni ha posto una particolare attenzione, fra cui:
- Il distacco del suo tempo: Wilde attaccava spesso ciò che gli era vicino,[8] (l'Inghilterra con i suoi vizi e la stessa vita degli inglesi, arrivando a definirli belle stupide e lunatici brillanti[9]) allontanandosi dai suoi contemporanei:

(Oscar Wilde in An Ideal Husband)
Arrivando quasi a denigrare il paese che lo ospitava:
(Oscar Wilde in Il fantasma di Canterville (1887))
- Le donne e l'amore in genere. Wilde affascinava le donne con il suo apparente interesse nei loro confronti.[12] Fra le varie frasi all'interno delle sue opere un chiaro esempio è «Women are meant to be loved, not to be understood» cioè "Le donne sono fatte per essere amate non per essere capite".[13] A tali annunci Wilde stesso pone un rifiuto, contraddicendosi, arrivando a vedere l'amore come una prigionia, contraddizione tipica degli scritti di Wilde.

- Bellezza che si espande nell'estetismo arrivando al concetto che la bellezza è opera d'arte e che tale può essere ogni cosa, anche la vita.

- Religione e la morale, Wilde inizialmente venne molto coinvolto dalle sue amicizie e dall'incontro con il papa.

## Confronto con la retorica classica
Secondo la costruzione retorica classica la struttura del discorso prevede quattro sezioni:
- "Exordium o captatio benevolentiae" l'inizio con cui si tenta di conquistare chi ascolta cercando di attirare l'attenzione;
- "Narratio o propositio", in cui si espongono i fatti utili a chi ascolta
- "Argumentatio", dove si espondono le prove sia pro (confirmatio) che contro (refutatio) la tesi esposta
- "Peroratio o conclusio", la conclusione del discorso.

Negli aforismi di Wilde ritroviamo
- L'esordio, dove con l'interlocutore apre subito uno scambio di informazioni facili da comprendere parlando di un soggetto noto (donna, amore) avvalendosi quasi sempre di pregiudizi, dati noti con cui raggiunge il suo obiettivo: suscitare una rete di associazioni. Fase che rassicura.
- La propositio, con il quale volontariamente stordisce l'interlocutore con alcune parole contrarie a quanto si aspetta. (particolarità propria del wit) Confonde dunque con due concetti che sembrano lontani, distinti. Fase di disturbo.
- La conclusio, risalta gli effetti paradossali.

La prima parte è sempre chiara, sobria e concreta mentre la seconda appare ambigua, esuberante, con il fine ultimo di spingere il lettore a pensare, a riflettere su quanto udito (o letto). Questo comprende la maggior parte dei dialoghi di Wilde, ma non tutti: vi sono esempi in cui la fase è unica:
(Oscar Wilde, The Picture of Dorian Gray)
Oppure, in altri casi, possono essere composti da una serie di frasi più o meno lunghe, che servono tutte ad ampliare l'effetto finale. In ogni caso, tutti gli aforismi di Oscar Wilde si basano sul principio del ribaltamento del buon senso di cui si parla inizialmente, usando a volte parole al posto di altre oppure nell'aggiungere un avverbio negativo che ribalta una frase normale.